# Peng (namn)
Peng (彭, pinyin Péng) är ett kinesiskt efternamn eller släktnamn, på kinesiska skrivet först i en persons namn. Peng kan även vara ett kinesiskt förnamn eller givet namn eller del av ett sådant. Det kan då skrivas med det förenklade skrivtecknet 鹏 eller den traditionella motsvarigheten 鵬 (pinyin Péng).
Den 31 december 2020 var 169 personer folkbokförda i Sverige med efternamnet Peng. 94 män och 26 kvinnor hade förnamnet Peng. Av dessa hade 71 män och 10 kvinnor namnet som tilltalsnamn (första förnamn).

## Personer med efternamnet/släktnamnet Peng
Personer utan angiven nationalitet är från Kina
Män
- Peng Bo (född 1981), simhoppare
- Peng Dehuai (1898–1974), militär och kommunistisk politiker
- Peng Jianfeng (född 1994), simhoppare
- Peng Ming-min (född 1923), taiwanesisk demokratiaktivist
- Peng Zhen (1902–1997), kommunistisk politiker

Kvinnor
- Peng Liyuan (född 1962), folksångerska, hustru till Xi Jinping
- Peng Ping (född 1967), basketspelare
- Peng Shuai (född 1986), tennisspelare
- Yonghong Peng (född 1981), längdskidåkare
- Peng Zhaoqin (född 1968), kinesisk-nederländsk schackspelare

## Personer med förnamnet Peng
Personer utan angiven nationalitet är från Kina.
Män
- Han Peng (född 1983), fotbollsspelare
- Li Peng (1928–2019), kommunistisk politiker
- Zhao Peng (född 1983), fotbollsspelare